# Khunzal
Khunzal (ells mateixos s'anomenen Khunzami, en rus Khunzali, Gundzali, Gunzebi, GunzibtsiEnzebi, Nakhad; també esmentats com Khunzeb o Gunzeb) són un petit grup ètnic del Caucas al Daguestan. Parlen el khunzal o khunzali, llengua que amb el bezheta, el dido, el ginukh i el khvarshi formen la divisió de llengües dido del grup àvar-andi-dido de les llengües ibero-caucasianes del nord-est. La llengua és vernacular, i encara que abans classificada com a separada, avui dia és considerada un dialecte de l'àvar, i no s'escriu (per escriure fa servir l'àvar, que és la seva segona llengua parlada, o el rus)
Al cens de 1926 només 106 persones es van declarar ètnics khunzals i 129 van declarar que era la seva llengua materna. Molts devien amagar-ho perquè el 1933 s'estimaven en 616. Habiten quatre auls del país d'Avar Koysu al districte de Tliarata. Són musulmans sunnites xafiïtes. Es dediquen a la ramaderia i l'artesania (principalment el cuiro). Només el seu aïllament a les altes muntanyes ha impedit fins ara la seva assimilació pels àvars que es produirà en tot cas a no tardar.